# .sm
.sm este un domeniu de internet de nivel superior, pentru San Marino (ccTLD).